# 邵正宗
邵正宗（1943年—1999年8月15日），中國人民解放軍大校，後成為中華民國國軍上校。其曾於台海飛彈危機期間向中華民國政府投誠並提供機密軍事情报，事件曝光後于1999年被判处死刑。其乃1949年中华人民共和国建国後，第一位充當間諜的解放軍大校。

## 生平
1943年，邵正宗生於奉天省奉天市（今遼寧省瀋陽市）。1986年，開始擔任中国人民解放军总后勤部军械部軍械工廠管理局局長，大校軍銜。
1989年11月上任的中華民國國防部軍事情報局局長殷宗文提出了“進入大陸、建立據點”的戰略指導思想。邵正宗的情況可說與軍情局當時的需求一拍即合。1990年初，由於工作表現突出，邵正宗得知自己要在2月24號到3月20日期間率團訪問歐美。他打算利用這次機會，在回程經過香港時，脫隊投奔中華民國。張志鵬馬上將此訊息報告給軍情局。中華民國政府得知後，非常重視。然而中華民國政府此時並不希望邵正宗離開中國大陸，原因是考慮到邵正宗“潛伏敵體”的可利用價值。於是又請了軍情局的翁衍慶上校(後升為中將副局長)前往香港，說服了邵正宗繼續留在中國大陸，並給他布置了“收集預警情報、共軍武器發展、重要戰略情報與文件以及伺機策連匪軍高幹等任務”。翁衍慶還拿到了邵正宗攜帶的12件機密情報返台。這是解放軍大校邵正宗為中華民國政府從事間諜活動的開始，雙方約定，工作待遇比照中華民國國軍上校編階，因此，邵正宗成為第一位同時擁有台海双方上校待遇的軍官，日後中華民國政府會幫助邵正宗離開中國大陸。1990年3月24日，邵正宗從香港返回中國大陸，此後他陸續向中華民國政府提供了有關北京當局多項重要對台機密情報。由於工作表現突出，邵正宗在1992年受到中華民國國防部的特別嘉獎，成為中華民國國軍的“莒光楷模”。
1992年1月，邵正宗年齡屆滿從解放軍退役，1992年9月策反他以前的上級解放军总后勤部军械部部长少將刘连昆。同年10月底，軍情局將這一情況呈報給國軍參謀總長劉和謙。這項行動被命名為“少康專案”，邵正宗的代号为“少康一号”。同年11月，中华民国国防部军事情报局決定將第六处副处长上校龐大為加升一级任命为少将军衔以示尊重，並派其到广州与刘连昆對等會面，在会谈中刘连昆同意接班邵正宗为中华民国国防部军事情报局工作，其代号为“少康二号”。“少康专案”由军情局局长殷宗文亲自负责。
1999年3月29日劉連昆在北京被逮捕，不久之後，逃亡中的邵正宗被逮捕，至此，劉連昆、邵正宗間諜案告破，刘连昆、邵正宗後因間諜罪被中國人民解放軍軍事法院判處死刑，於1999年8月15日執行。
前中華民國軍情局局長、國安局局長丁渝洲曾經把劉連昆、邵正宗為主角的“少康專案”稱為中華民國軍情局的“鎮山之寶”。2002年戴笠紀念館的祠堂「忠烈堂」內存放了劉連昆和邵正宗的牌位。

### 引用
1. ↑  . 中国国旅（厦门）国际旅行社.   [2022-10-08]. （原始内容存档于2022-10-08） （中文（中国大陆））.
2. ↑  . 新华澳报.   [2022-10-08]. （原始内容存档于2022-08-07） （中文（香港））.
3. ↑  . 大纪元.   [2022-10-08]. （原始内容存档于2022-10-09） （中文（臺灣））.
4. ↑  . 新纪元.   [2022-10-08]. （原始内容存档于2022-10-12） （中文（臺灣））.
5. ↑  . 凤凰卫视.   [2022-10-08]. （原始内容存档于2022-10-08） （中文（中国大陆））.
6. ↑  . Yahoo!新闻.   [2022-10-08]. （原始内容存档于2022-10-17） （中文（臺灣））.
7. ↑  . Yahoo!新闻.   [2022-10-08]. （原始内容存档于2022-10-13） （中文（臺灣））.
8. ↑  .   [2019-12-16]. （原始内容存档于2019-05-27）.